# Joan Severance
Joan Marie Severance (Houston, 23 dicembre 1958) è una supermodella e attrice statunitense.

## Biografia
Joan Marie Severance (nota al grande pubblico semplicemente come Joan Severance) è nata a Houston, una delle maggiori città del Texas, da John e Martha Severance. A causa della professione del padre, un amministratore di sistema che lavorava per l'IBM, Severance ha trascorso l'infanzia viaggiando in diversi paesi; lei stessa ha rimarcato in un'intervista del 1988 che, all'età di 11 anni, aveva già abitato in 12 luoghi differenti ("by the time I was 11, we'd lived in 12 different places"). Dopo essere stati costretti ad allontanarsi dalla Libia durante la Guerra dei sei giorni del 1967, la famiglia Severance è tornata a risiedere stabilmente a Houston.
Iscritta alla Westbury High School, inizia a lavorare come modella all'età di 15 anni. Dopo aver partecipato al concorso di bellezza Miss Houston, viene notata dal fotografo locale che la introduce all'agenzia Elite Model Management, la quale la mette sotto contratto e, appena diciottenne, la fa trasferire a Parigi. È in questo periodo che incontra il suo futuro marito, l'allora venticinquenne modello Eric Milan.

### Carriera come modella
Durante il periodo parigino ha posato per Sportswear International, Vogue Paris, 20 Ans, e altre riviste di moda e costume, oltre che per fotografi come Helmut Newton.
Tornata negli Stati Uniti come una delle più importanti topmodel del periodo, è stata protagonista di decine di spot, arrivando a guadagnare anche 7500 dollari al giorno e comparendo negli anni sulle copertine di numerose riviste di moda di tutto il mondo ,(Vogue Italia e Germania, Madame Figaro, Elegance Paris, ecc...).
Durante i primi anni novanta, Playboy USA le ha dedicato due servizi e relative copertine, nel gennaio 1990 e nel novembre 1992. Le stesse copertine sono state riprese anche in diverse edizioni internazionali della rivista, mentre due copertine con più esplicite foto in topless le sono state dedicate dall'edizione australiana nell'aprile 1990 e italiana nel novembre 1992
Durante la sua carriera è stata la testimonial di Gucci, Chanel, H&M, Giorgio Armani, i cosmetici L'Oréal e numerose altre aziende.

### Carriera come attrice
All'età di 27 anni, nel 1986, ormai modella affermata, Severance ha iniziato a proporsi come attrice su consiglio del suo amico Robin Leach, giornalista di costume angloamericano. Dopo un debutto con un ruolo minore in Due nel mirino del 1990, inizia ad apparire in diversi film (compresi alcuni B movie) e serie televisive, solitamente con il ruolo di femme fatale, a volte anche tra i "cattivi" del film. Proprio nel ruolo di "cattiva" si è fatta notare in alcuni episodi del telefilm Oltre la legge - L'informatore, dove interpretava la componente femminile di una coppia di fratello e sorella criminali, al fianco di Kevin Spacey. Nella seconda metà degli anni 90 è anche coproduttrice di alcuni film ai quali partecipa.
Durante la sua carriera è apparsa in diversi video musicali, tra cui quello del singolo Rhythm of Love degli Scorpions, pubblicato nel 1988.
Nel 2006 è tornata sul piccolo schermo recitando nella telenovela Wicked Wicked Games in onda sul MyNetworkTV, syndication di proprietà della Fox Broadcasting Company.

## Vita privata
È stata sposata con il collega Eric Milan tra il 1977 e il 1984.

## Filmografia parziale

### Cinema
- Senza esclusione di colpi (No Holds Barred), regia di Thomas J. Wright (1989)
- Non guardarmi: non ti sento (See No Evil, Hear No Evil), regia di Arthur Hiller (1989)
- Due nel mirino (Bird on a Wire), regia di John Badham (1990)
- Conti in sospeso (Payback), regia di Anthony Hickox (1995)
- Black Scorpion (1995)
- Black Scorpion II: Aftershock (1996) - anche coproduttrice
- Il segno del peccato (In Dark Places) (1997) - anche coproduttrice
- Una situazione difficile (Matter of Trust), regia di Joey Travolta (1998) - anche coproduttrice

### Televisione
- Oltre la legge - L'informatore (Wiseguy) - serie TV, 9 episodi (1988)
- Lake consequence - Un uomo e due donne (Lake Consequence), regia di Rafael Eisenman - film TV (1993)
- Pamela Churchill - Una vita tra uomini e politica (Life of the Party: The Pamela Harriman Story), regia di Waris Hussein - film TV (1998)
- Love Boat - The Next Wave - serie TV, 23 episodi (1998-1999)
- Wicked Wicked Games - serie TV, 9 episodi (2006-2007)
- American Horror Story – serie TV, 1 episodio (2013)

## Doppiatrici italiane
Nelle versioni in italiano delle opere in cui ha recitato, Joan Severance è stata doppiata da:
- Doriana Chierici in CSI: Miami